# 建平县
建平县，又名叶柏寿，是辽宁省朝阳市下辖县。北部与内蒙古自治区赤峰市接壤，南部与喀喇沁左翼蒙古族自治县接壤。县政府驻地为叶柏寿街道。
关于其旧称“叶柏寿”有多个说法。1938年以前，今万寿老街称叶柏寿，今叶柏寿街道为牛录河镇。1938、1939年间，原叶柏寿镇改称万寿镇、牛录河镇改称叶柏寿镇。叶柏寿一名的来源，主流说法为蒙古语“伊和板升”和汉语“夜不收”。而部分研究者认为，叶柏寿是者勒蔑十三代孙、朵颜-兀良哈“叶布舒古英”的名字（叶布舒为常见满语名，古英为爵号），他曾率部驻牧此地。

## 历史沿革
清光绪二十八年十二月十八日（1903年1月16日），热河都统錫良上奏拟设朝阳府，同时因承德府“平泉州、建昌县地亦旷大”，“添设一县”。光绪二十九年（1903年）夏四月，设置建平县，隶属朝阳府:31。县境为平泉州东北境的喀喇沁右翼旗旧牧地和建昌县北境之敖汉旗（民国时期分左、右、南三旗）旧牧地。光绪三十年（1904年）正月之前，建平县“地界划分清楚”，已委派试用知县郑焯试办县务，县衙其他属官业已委员试办:32。
民国建立後，初属奉天省朝阳府。1914年，北洋政府设热河特别区，改隶热河。1928年，隶属热河省。1933年3月，日军发动热河战役侵占该地后，建平县隶属朝阳六县指挥署。1934年，满洲国撤消六县指挥署，仍属热河省。1945年8月15日，日本投降，建平县属中共解放区热中行政公署。10月，改属中共政权热辽行政公署。1947年7月，撤销热辽行政公署，属热河省。
中华人民共和国建立后的1955年7月，撤消热河省，建平县属辽宁省锦州专区。1959年2月，划归辽宁省朝阳市。1964年3月，属朝阳专区。1970年，属朝阳地区。1984年9月，属朝阳市。

## 行政区划
建平县下辖4个街道办事处、17个镇、6个乡、1个民族乡：
叶柏寿街道、红山街道、铁南街道、万寿街道、朱碌科镇、建平镇、黑水镇、喀喇沁镇、北二十家子镇、沙海镇、哈拉道口镇、榆树林子镇、老官地镇、深井镇、奎德素镇、小塘镇、马场镇、昌隆镇、张家营子镇、青峰山镇、太平庄镇、青松岭乡、杨树岭乡、罗福沟乡、烧锅营子乡、白山乡、三家蒙古族乡、义成功乡、八家国营农场和热水国营畜牧农场。

## 人口
根据第七次人口普查数据，截至2020年11月1日零时，建平县常住人口为455826人。

## 交通
- 丹锡高速、 长深高速。
- 101国道过境。

## 经济
建平县的农业资源非常丰富，“建平荞麦”（中国地理标志产品）是其主要农产品之一。建平红小豆、建平小米、建平苦参也都是中国地理标志产品。